# 자이므 파셰쿠
자이므 무헤이라 파셰쿠(포르투갈어: Jaime Moreira Pacheco, 1958년 7월 22일, 노르트 지방 파레드스 ~)는 포르투갈의 전직 축구 선수로, 현역 시절 중앙 미드필더로 활약했고, 현재 이집트 프리미어리그의 피라미즈 감독이다.
현역 시절, 그는 포르투와 스포르팅 리스본을 비롯한 다수의 구단에서 활약하며 15년 동안 296번의 프리메이라 디비상 경기에 출전해 19골을 기록했다. 이후, 그는 20년 넘게 감독으로 활동했는데, 보아비스타 시절에는 역사적인 리그 우승을 일구어냈다.
포르투갈 국가대표팀 경기에도 25번 출전했던 파셰쿠는 자국을 대표로 유로 1984와 1986년 월드컵에 참가했다.

## 선수 경력

### 클럽
파레드스 출신인 파셰쿠는 하부 2부 리그의 알리아두스 로르델루에서 포르투로 이적했다. 그는 이후 주전으로 도약하여 1984년에 스포르팅 리스본으로 떠나기 전까지 100번이 넘는 공식 경기에 출전했다.
1984년 여름, 파셰쿠는 포르투의 중원을 같이 책임진 안토니우 소자와 스포르팅 리스본으로 이적했고, 이 과정에서 17세의 특급 유망주인 파울루 푸트르가 반대로 스포르팅에서 포르투로 이적했다. 파셰쿠와 소자 모두 2년 뒤 원 소속 구단으로 복귀했고, 이후 주전으로 활약하며 유러피언컵, 인터콘티넨털컵, 그리고 유러피언 슈퍼컵을 우승했다.(소자가 파셰쿠보다 많은 경기에 출전했다.
파셰쿠는 31세에 비토리아 세투발로 이적해 2년을 보냈고, 파수스 페헤이라에서도 2년, 브라가에서 1년을 보내며 1부 리그에서 활약을 이어나갔고, 1995년에 아마추어 구단 파레드스에서 은퇴했다.

### 국가대표팀
파셰쿠는 1983년 2월 23일, 1-0으로 이긴 서독과의 친선경기에서 포르투갈 국가대표팀 첫 경기를 치렀다. 그는 이후 7년동안 국가대표팀 경기에 24번 더 출전했지만, 1번도 득점하지 못했다.
파셰쿠는 유로 1984와 1986년 월드컵에 자국을 대표로 참가했고, 두 대회 모두 주전으로 활약했다. 4년 동안 국가대표팀 경기에 나서지 못했던 파셰쿠는 1990년 9월 12일에 열린 핀란드와의 유로 1992 예선전 경기에서 마지막 국가대표팀 경기를 치렀고, 이 경기는 0-0으로 비겼다.

## 감독 경력
파셰쿠는 현역 시절에 지도자의 길에 입문했는데, 처음 지휘봉을 잡은 구단은 파수스 페헤이라였다. 1994년도 상반기 그는 브라가(아직 선수 신분이었다)를 떠나, 친정 구단에서 같은 보직을 맡았다. 이후, 그는 히우 아브에서 또다시 선수 겸 감독을 다시 맡았고, 1995-96 시즌 중도에 파레드스를 떠나 비노리아 세투발로 떠났고, 세투발에서는 감독일에 전념하기 시작했다. 그는 미뉴 연고 구단을 이끌고 1996-97 시즌에 5위, 이듬해에는 3위의 성적을 거두었다.
파셰쿠는 보아비스타를 이끌고 전대미문의 업적을 달성했는데, 2001년에 리그를 우승하고 이듬해 챔피언스리그에서는 2차 조별 리그에 진출했고, 그 다음해에는 UEFA컵에서 준결승전까지 올랐다. 이 업적을 눈여겨보던 라 리가의 마요르카가 2003년 6월에 그를 감독으로 선임했지만, 5경기에서 1승에 그치자 9월에 해임되었고, 보아비스타로 즉시 복귀해 직전에 해임된 에르윈 산체스의 자리를 대신했다.
성적 부진이 계속되면서, 파셰쿠도 2005년 4월에 지휘봉을 내려놓았다. 그는 이후 비토리아 기마랑이스의 감독으로 취임했지만, 12월에 사퇴했고, 다시 감독으로서 전성기를 보낸 구단으로 복귀했다.
파셰쿠는 포르투 연고 구단이 2007-08 시즌 후 "황금 호루라기"(Apito Dourado) 파동으로 2부 리그로 강등될 당시 보아비스타의 감독이었다. 그는 이후 벨레넨스스와 계약했지만, 그러나 2009년 5월에 시즌 끝에 강등당하면서 상호 계약 해지로 리스본 구단을 떠났는데, 벨레넨스스의 강등은 이후 취소되었다.
파셰쿠는 2009년에 알 샤바브로 이적해 얼마 지나지 않아 파이살 빈 파흐드 왕자컵을 들어올렸다. 그러나, 2010년 4월 15일, 이란의 세파한과의 그 해 챔피언스리그 조별 리그 경기에서 0-1로 패하면서, 그는 해임되었다.
2010년 12월, 파셰쿠는 중국 슈퍼리그의 베이징 궈안과 1년 계약을 체결했다. 이듬해 6월, 그는 노동자 경기장에서 열린 톈진 TEDA와의 경기에서 주심과 상대 선수단에 손가락욕을 했고, 중국 축구 협회는 8경기 출장 정지 징계와 €4,265의 벌금을 부과했다.
파셰쿠는 감독일을 시작한 이래 3번째 대륙을 밟았는데, 2014년 10월, 그는 이집트의 자말렉에 해임된 호삼 하산 감독의 후임으로 취임했다. 해를 넘기면서, 그는 갑자기 리그 선두 구단의 지휘봉을 내려놓고 알-샤바브로 복귀했다. 그는 10경기를 치르면서 8승 1무의 성적을 거두었지만, 구단 수뇌부는 갑작스런 사임에 모욕감을 느꼈다고 밝혔다. 그의 리야드 연고 구단 2기는 2015년 3월까지만 지속되었는데, 그는 상호 계약 해지에 따라 알려지지 않는 가족 문제를 이유로 구단을 떠났다.
2016년 8월, 파셰쿠는 톈진 TEDA와 1년 계약을 맺고 중국 1부 리그 무대에 복귀했다. 그는 1부 리그 잔류 목표를 달성한 후, 이듬해 5월에 시즌 도중 5경기 연속 무승의 수렁에 빠지면서 톈진과 결별했다.
2020년 9월 23일, 파셰쿠는 자말레크에 복귀했다. 그러나, 그는 2021년 3월 12일에 해임되었다.
2023년 1월 5일, 파셰쿠는 이집트 프리미어리그의 피라미즈 감독으로 취임했다.

## 감독 통계
2023년 5월 5일 기준
| 구단                | 취임             | 해임             | 기록 | 기록 | 기록 | 기록 | 기록  | 주 |
| 구단                | 취임             | 해임             | 전   | 승   | 무   | 패   | 율 %  | 주 |
| ------------------- | ---------------- | ---------------- | ---- | ---- | ---- | ---- | ----- | -- |
| 비토리아 기마랑이스 | 1996년 1월 15일  | 1997년 11월 4일  | 6    | 1    | 2    | 3    | 016.7 |    |
| 보아비스타          | 1997년 12월 8일  | 2003년 6월 30일  | 145  | 70   | 39   | 36   | 048.3 |    |
| 마요르카            | 2003년 7월 25일  | 2003년 9월 30일  | 8    | 3    | 1    | 4    | 037.5 |    |
| 보아비스타          | 2004년 3월 8일   | 2005년 4월 30일  | 45   | 19   | 12   | 14   | 042.2 |    |
| 비토리아 기마랑이스 | 2005년 5월 24일  | 2005년 12월 9일  | 18   | 5    | 2    | 11   | 027.8 |    |
| 보아비스타          | 2006년 10월 23일 | 2008년 5월 19일  | 60   | 17   | 22   | 21   | 028.3 |    |
| 벨레넨스스          | 2008년 10월 9일  | 2009년 5월 11일  | 29   | 7    | 8    | 14   | 024.1 |    |
| 알 샤바브           | 2009년 7월 13일  | 2010년 4월 15일  | 54   | 33   | 13   | 8    | 061.1 |    |
| 베이징 궈안         | 2011년 1월 1일   | 2012년 11월 18일 | 69   | 29   | 20   | 20   | 042.0 |    |
| 자말레크            | 2014년 10월 10일 | 2014년 12월 31일 | 12   | 9    | 2    | 1    | 075.0 |    |
| 알 샤바브           | 2015년 1월 16일  | 2015년 3월 31일  | 12   | 3    | 4    | 5    | 025.0 |    |
| 톈진 TEDA           | 2016년 8월 2일   | 2017년 5월 30일  | 24   | 9    | 3    | 12   | 037.5 |    |
| 자말레크            | 2020년 9월 28일  | 2021년 3월 12일  | 27   | 17   | 6    | 4    | 063.0 |    |
| 피라미즈            | 2023년 1월 5일   | 현임             | 24   | 10   | 9    | 5    | 041.7 |    |
| 합계                | 합계             | 합계             | 533  | 232  | 143  | 158  | 43.5  | —  |

## 수상

### 선수
포르투
- 프리메이라 디비상: 1987–88
- 타사 드 포르투갈: 1983–84, 1987–88
- 수페르타사 칸디두 드 올리베이라: 1981, 1983, 1986
- 유러피언컵: 1986–87
- 인터콘티넨털컵: 1987
- 유러피언 슈퍼컵: 1987

### 감독
보아비스타
- 프리메이라리가: 2000–01[28]

알 샤바브
- 파이살 빈 파흐드 왕자컵: 2009–10